# Retablo alado de Nuestra Señora de Seeberg
El retablo alado de Nuestra Señora de Seeberg es una obra anónima realizada hacia 1520. Está ubicado en la Galería de Bellas Artes de Cheb, en Karlovy Vary (República Checa).

## Historia

### Origen
El retablo ha sido documentado numerosas veces por investigadores como procedente del presbiterio gótico tardío de la iglesia del Castillo de San Wolfgango en Seeberg (actual Ostroh); este lugar, fechado en el siglo xiii y perteneciente en sus orígenes a Cheb y desde 1434 a Kaspar Schlick, fue adquirido en 1461 en estado ruinoso por Kaspar Juncker, burgrave de Cheb y diplomático al servicio del rey Jorge de Podiebrad. Juncker fundó la Iglesia de San Wolfgango en un promontorio al otro lado del río Seebach, frente al castillo; la construcción del templo sería terminada por su viuda Anna Schlick, quien está enterrada junto a él en la iglesia. Desde 1497 el castillo perteneció a los hermanos Konhrad y Jošt de Neuberg, pasando en 1527 a manos de los cuatro hijos de Konhrad, quien había encargado un retablo con una escena de la Lamentación de Cristo (1498) así como un retablo mariano con las figuras representativas de los obispos San Wolfgango (patrón de la iglesia) y San Nicolás (patrón de Cheb). La obra se hallaba con seguridad en la Iglesia de San Wolfgango antes de 1870 y aparece mencionada por última vez en una publicación de 1915, constando desde 1901 en el inventario del Museo de Cheb. Según Wilhelm Turnwald, en 1683 se aplicó policromía a la obra y se añadió un ático: 87  con una talla representativa de San Valentín además de otros adornos, exhibiendo el retablo esta morfología hasta la Segunda Guerra Mundial, época en que las estatuas fueron retiradas y escondidas para posteriormente ser expuestas por separado en el Museo de Cheb, lugar desde donde en 1962 serían transferidas a la recién establecida Galería de Bellas Artes (la policromía sería retirada durante las restauraciones de 1970, 1972 y 2005). También de 1683 data una placa de madera en la que los obispos son nombrados como «San Burcardo» (patrón de Wurzburgo) y «San Erardo» (patrón de Ratisbona), identificando por su parte la imagen del ático como «San Valentín»; actualmente expuesta junto al retablo, la placa proporciona además la fecha en que fue creado (1520). Otra placa, fechada igualmente en 1683 y realizada en estaño, señalaba 1520 como el año de consagración de la obra; ubicada anteriormente bajo la imagen titular, a día de hoy se considera perdida.

### Autor
En la literatura antigua el escultor, conocido a día de hoy como «Maestro del retablo mariano de Seeberg», recibía también el nombre de «Maestro del retablo de San Jodoc», aunque no fue hasta 1974 cuando Jana Ševčíková afirmó que la obra procedía originalmente de la Iglesia de San Jodoc en Cheb, si bien no aportó ninguna evidencia que respaldase esta postura.: 330 
El artista recibió formación en el taller del escultor bávaro Hans Leinberger, motivo por el que los trabajos de ambos son similares a nivel estilístico y están datados en el mismo periodo. El taller del «Maestro del retablo mariano de Seeberg» estaba ubicado casi con toda probabilidad en Cheb, donde el artista combinó el tallado tradicional local del exitoso taller de Hans Maler con el estilo entonces de moda de la Escuela del Danubio.

## Descripción
El retablo, con un panel central de 187 × 155 cm y alas de 187 × 79 cm, está presidido por una Asunción custodiada a los lados por las imágenes de dos obispos: a la derecha San Wolfgango y a la izquierda San Nicolás. La disposición de las figuras, identificadas por sus atributos, coincide con la de una pintura barroca de la iglesia del Castillo de Seeberg según una descripción de Karl Siegl en 1915 (esta pintura sería entregada al Comité Nacional del Distrito de Cheb en 1971 y a día de hoy se considera perdida). Los relieves de los obispos muestran a los santos portando un libro y careciendo de sus atributos tradicionales, con las tres imágenes del panel central caracterizadas por una virtuosa labor de talla, siendo los únicos ejemplares de este tipo entre la imaginería del gótico tardío existente en Cheb. En los paneles laterales o alas se hallan las esculturas de Santa Ana con la Virgen y el Niño a la izquierda y San Cristóbal a la derecha; estas imágenes, ejecutadas en bajo relieve, son obra de taller y su labor de talla deriva de una antigua tradición local. La estatua de San Valentín anteriormente emplazada sobre el retablo posee por su parte una factura más rudimentaria y originalmente procedía de otro retablo en el cual ocupaba el lateral izquierdo y se hallaba entornada hacia la parte central del mismo.: 273 

### Panel central

#### Asunción
La Asunción, realizada en madera de tilo, está tallada en alto relieve y mide 116,5 cm de altura, con la parte posterior hueca y daños menores en algunas zonas. Tanto la corona como el cetro que portaba anteriormente fueron retirados durante una restauración debido a que dichos elementos constituían un añadido posterior. La Virgen figura de pie sobre una luna creciente decorada con las cabezas de dos querubines y apoyada en un pedestal ligeramente elevado con respecto a los dos que hay a ambos lados, siendo María coronada por dos ángeles ejecutados en medio relieve. A nivel compositivo, la Virgen se basa en varias obras, en particular la Madona del Rosario de Leinberger, conservada en Landshut, Baviera (Alemania), y la Madona de la Iglesia de Santa Catalina en Scheuern, Tholey (Sarre, Alemania). María sostiene a su hijo desnudo con el brazo izquierdo, luciendo la pierna de este lado flexionada en contrapposto, mientras que en la mano derecha portaba probablemente una manzana o una pera. Jesús sostiene por su parte una pequeña fruta con su mano derecha, estando parte de la mano izquierda ausente y hallándose sobre su pecho un collar de cuentas rojas a modo de símbolo protector, detalle muy común en la Edad Media. Por su parte, la naturaleza sublime de la Virgen queda patente en su vestimenta, plagada de angulosos pliegues que enmarcan su figura, destacando un cuello alto.: 271  A diferencia de las Madonas bávaras de Leinberger, la Virgen del retablo de Seeberg sostiene al Niño sobre la pierna flexionada, aunque en lo relativo a la vestimenta es prácticamente idéntica a ellas, incluyendo los drapeados, los detalles del corpiño y una diadema de perlas enmarcando el cabello.: 333–334 

#### Obispos
Los rostros de ambos obispos son similares a los de los trabajos de la segunda década del siglo xvi atribuidos a Matthäus Kreniss y, sobre todo, al de la escultura de San Erasmo del retablo mariano de Frauenberg (Landshut). Los motivos de los ropajes derivan de las obras tempranas de Leinberger, especialmente los estrechos bordes tubiformes de los pliegues, puntuados por muescas, y la torsión de los dobladillos de las túnicas en formas más pequeñas de estructura cónica.: 333–334  Los pliegues completamente tridimensionales de las túnicas de las tres figuras tienen un papel artístico individualizado: combinan drapeados prominentes con afilados bordes quebrados y puntas torcidas en forma de cono. Algunos detalles, como la delicada labor de talla de los relieves de las mitras de ambos obispos, indican que las esculturas fueron concebidas para no ser policromadas.: 273 
San Wolfgango (San Burcardo)
Realizada también en madera de tilo y en alto relieve, la talla de San Wolfgango mide 127,5 cm de alto y está hueca por la parte posterior. En la mano izquierda porta un libro a medio abrir mientras que en la derecha probablemente sostenía un báculo. Luce ropas episcopales (alba, dalmática y capa pluvial sujeta con broche) además de un par de guantes y una mitra con dos orejeras y una escena de la Anunciación en relieve,: 271  destacando una minuciosa labor de talla en el dobladillo del manto.
San Nicolás (San Erardo)
Igualmente tallado en madera de tilo, el alto relieve de San Nicolás mide 126 cm de alto y presenta la parte posterior también hueca. El santo luce guantes, con la mano derecha probablemente portando un báculo hoy desaparecido y la izquierda alzada en actitud de confesar. Sobre la cabeza exhibe una mitra con una escena en relieve del Noli me tangere: 272  mientras que el borde del manto está ornamentado con labores de talla. La imagen de San Nicolás es la de mayor calidad del trío que compone el panel central, con una importante reminiscencia de los trabajos de Leinberger.: 37 

### Ático
Elaborada en madera de tilo y hueca por detrás, la talla de San Valentín, única imagen del ático, mide 116 cm de alto y muestra la mano izquierda sujetando un libro a medio abrir y la derecha en posición de portar un báculo actualmente perdido. Situado en un edículo poco profundo rodeado de conchas, a diferencia de las figuras de los obispos la mitra de San Valentín es lisa, sin ningún tipo de decoración.

### Alas
Las imágenes de los paneles laterales se basan en modelos modernos de la Baja Baviera, diferenciándose de las figuras del panel central en la labor de talla y en los rasgos faciales. Las alas se corresponden con el enfoque conservador de los escultores de un taller local de Cheb («Maestro de la Madona de la calle Kamenné»), operativo con anterioridad a la llegada del «Maestro del retablo mariano de Seeberg» y que realizaba esculturas para, entre otras, la Iglesia de San Nicolás.

#### Santa Ana con la Virgen y el Niño
Realizada en bajo relieve, posee unas medidas de 123,5 × 52,5 × 9 cm. Santa Ana aparece sosteniendo a Jesús desnudo con su mano izquierda mientras la derecha reposa en el hombro derecho de María. El Niño, representado con gran viveza, porta una manzana en su mano izquierda a la vez que rodea con la derecha el cuello de Santa Ana. Con la cabeza decorada únicamente con una cinta, la Virgen figura de pie a la derecha de su madre mientras lee un libro semiabierto.: 272 

#### San Cristóbal
La imagen de San Cristóbal, con unas medidas de 131 × 51 × 9 cm, está realizada en bajo relieve y muestra al santo de pie sobre olas y apoyado con ambas manos en un bastón de peregrino, con el Niño Jesús desnudo sobre su hombro izquierdo y sujeto a él por los cabellos. Junto a la pierna derecha del santo figura un peregrino arrodillado con una linterna destinada a iluminar a San Cristóbal durante su viaje; esta escena era muy común a finales de la Edad Media y deriva, entre otros, del grabado de un plato de cobre (1495) y de una xilografía (1500-1502) de Alberto Durero.: 273 

### Legado
El retablo alado de Nuestra Señora de Seeberg destaca por ser una de las pocas obras del gótico tardío que se conservan en Cheb.: 327  Así mismo, sobresalen varios otros trabajos procedentes del taller del maestro o de sus alumnos: Madona en una luna creciente (1520-1530), Galería de Bellas Artes de Cheb; Madona en una luna creciente (1520-1530), vicariato de Františkovy Lázně, Cheb; Santa Margarita, Santa Bárbara y una talla de un obispo en la Galería Nacional de Praga y otra imagen de un obispo en una colección particular, todas ellas parte de un retablo fechado entre 1520 y 1530;: 70–71  y una Asunción procedente de Stupno, Croacia, y conservada en la Galería de Bohemia Occidental en Pilsen, República Checa.

## Galería de imágenes (obras de Hans Leinberger)

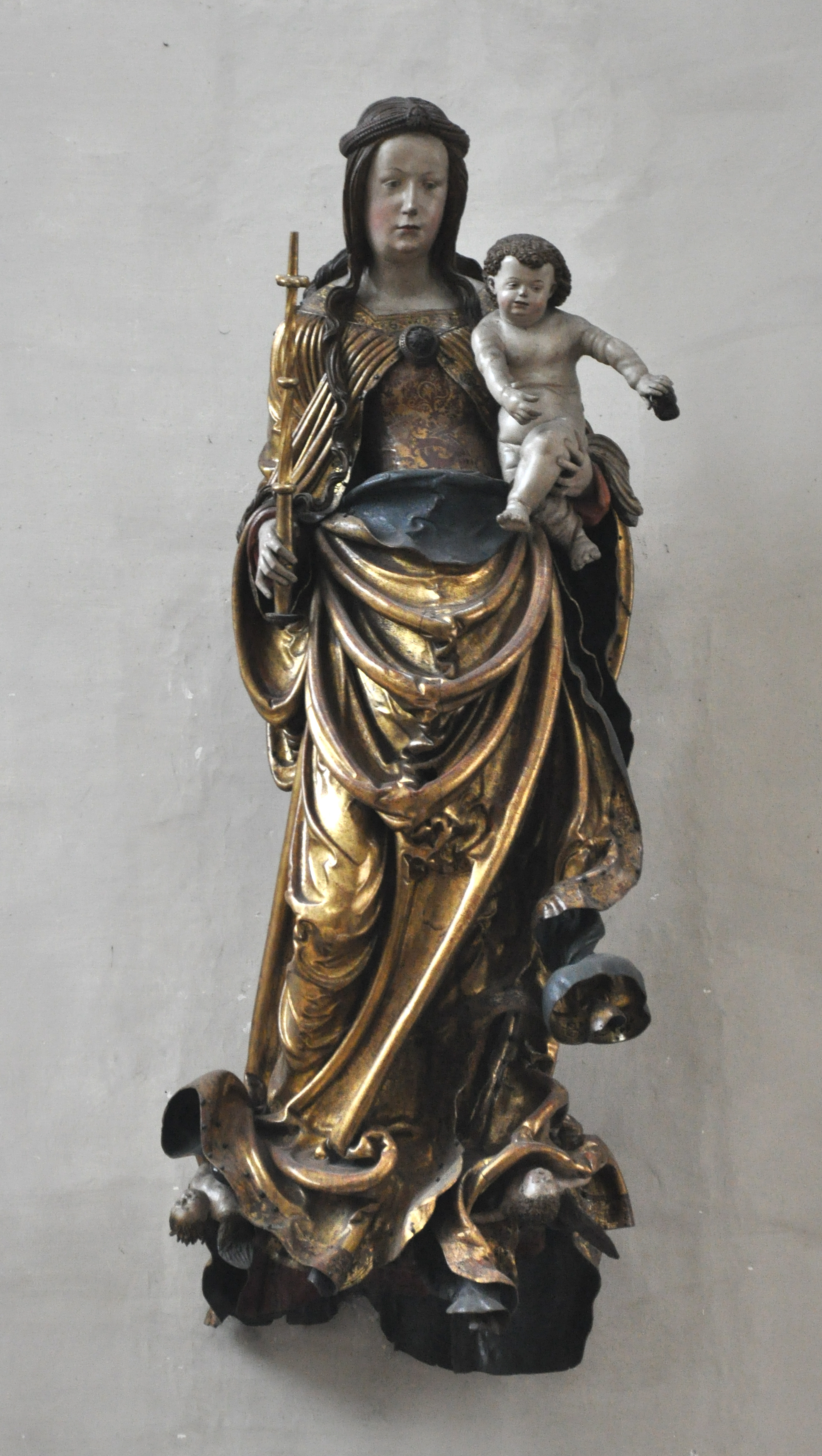
Madona del Rosario (Landshut).
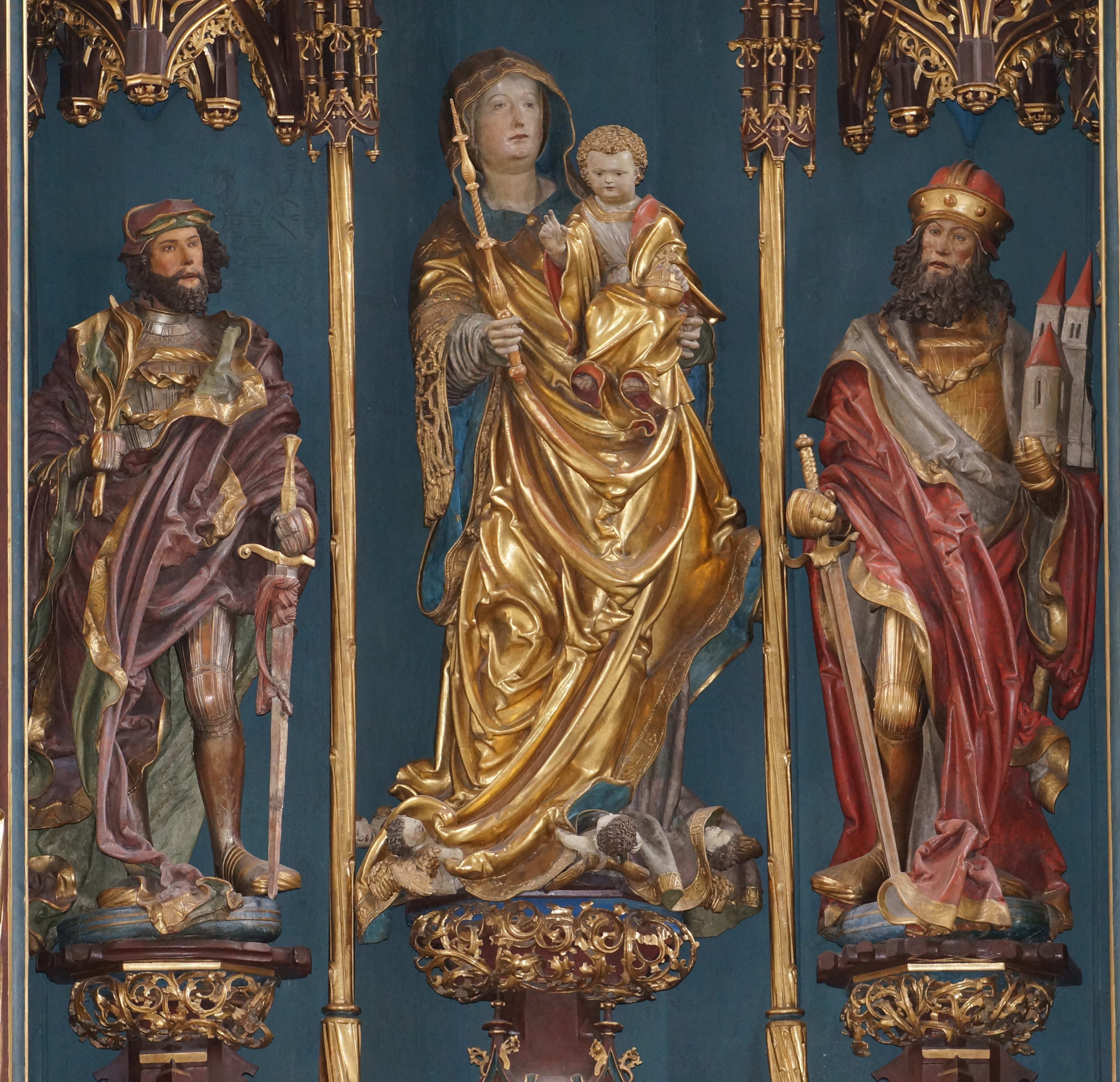
Retablo de Moosburg (Iglesia de San Cástulo, Moosburg).
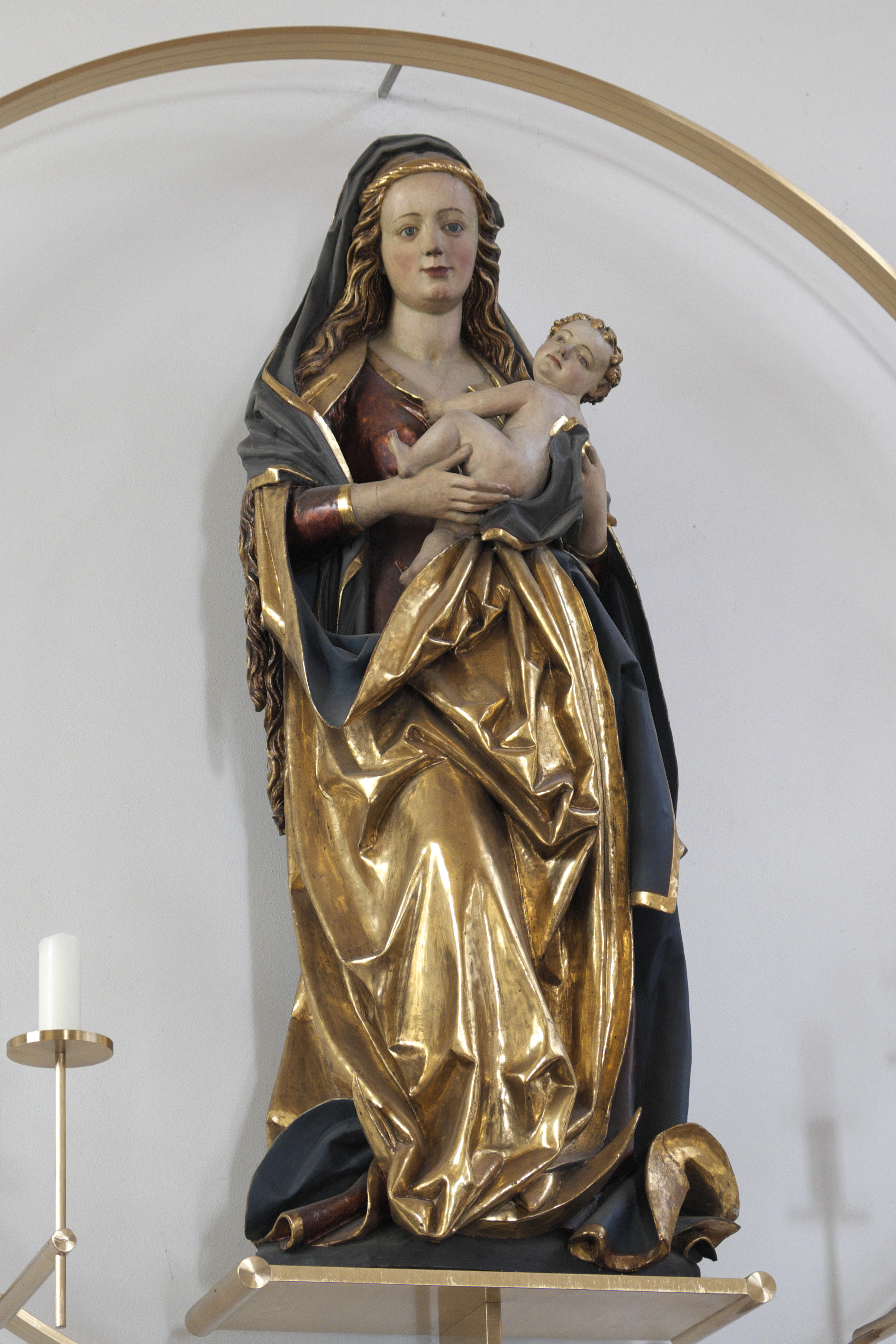
Madona (Iglesia de San Jodoc, Landshut).
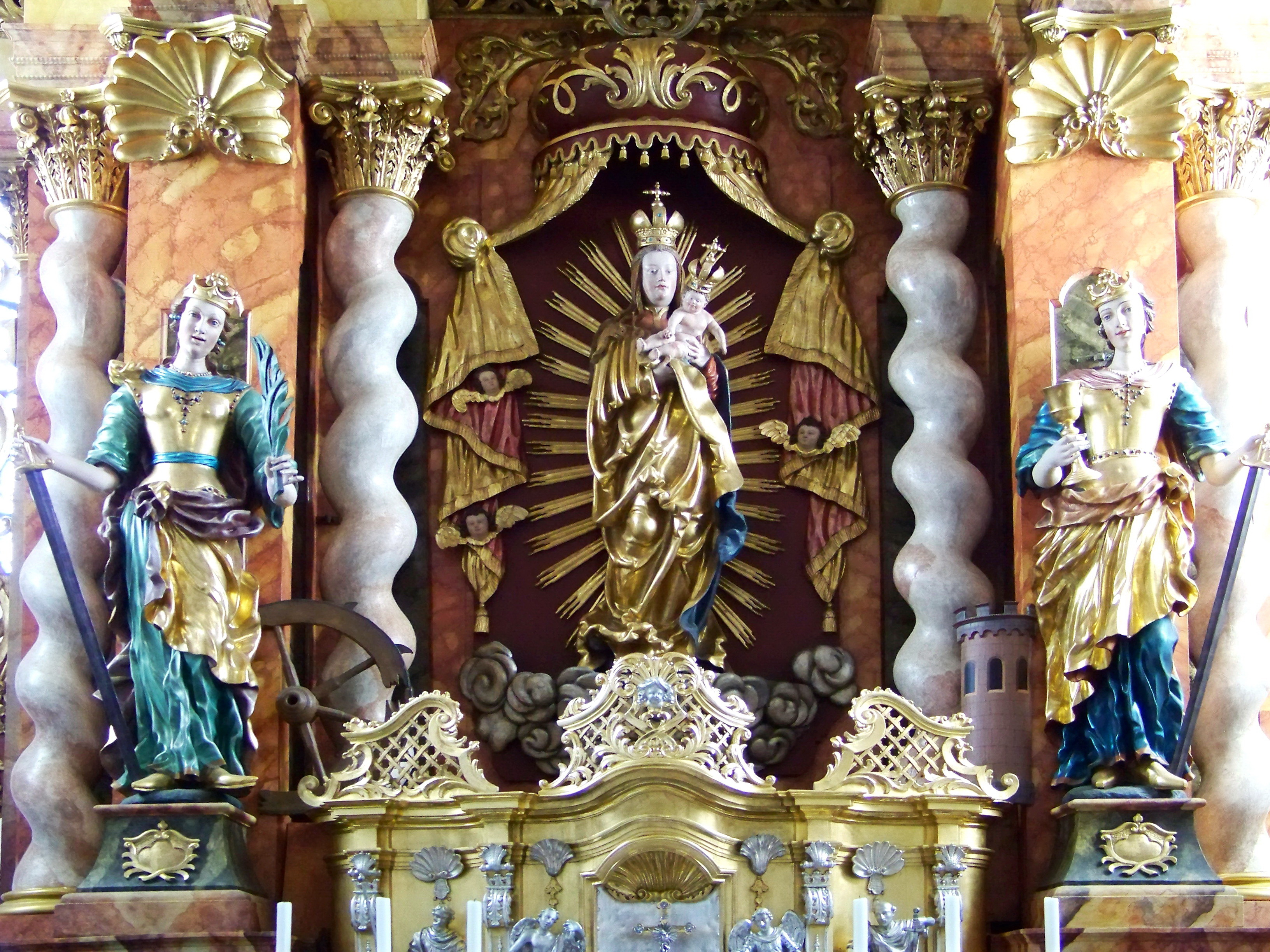
Madona (Iglesia de San Sebastián, Fürth).
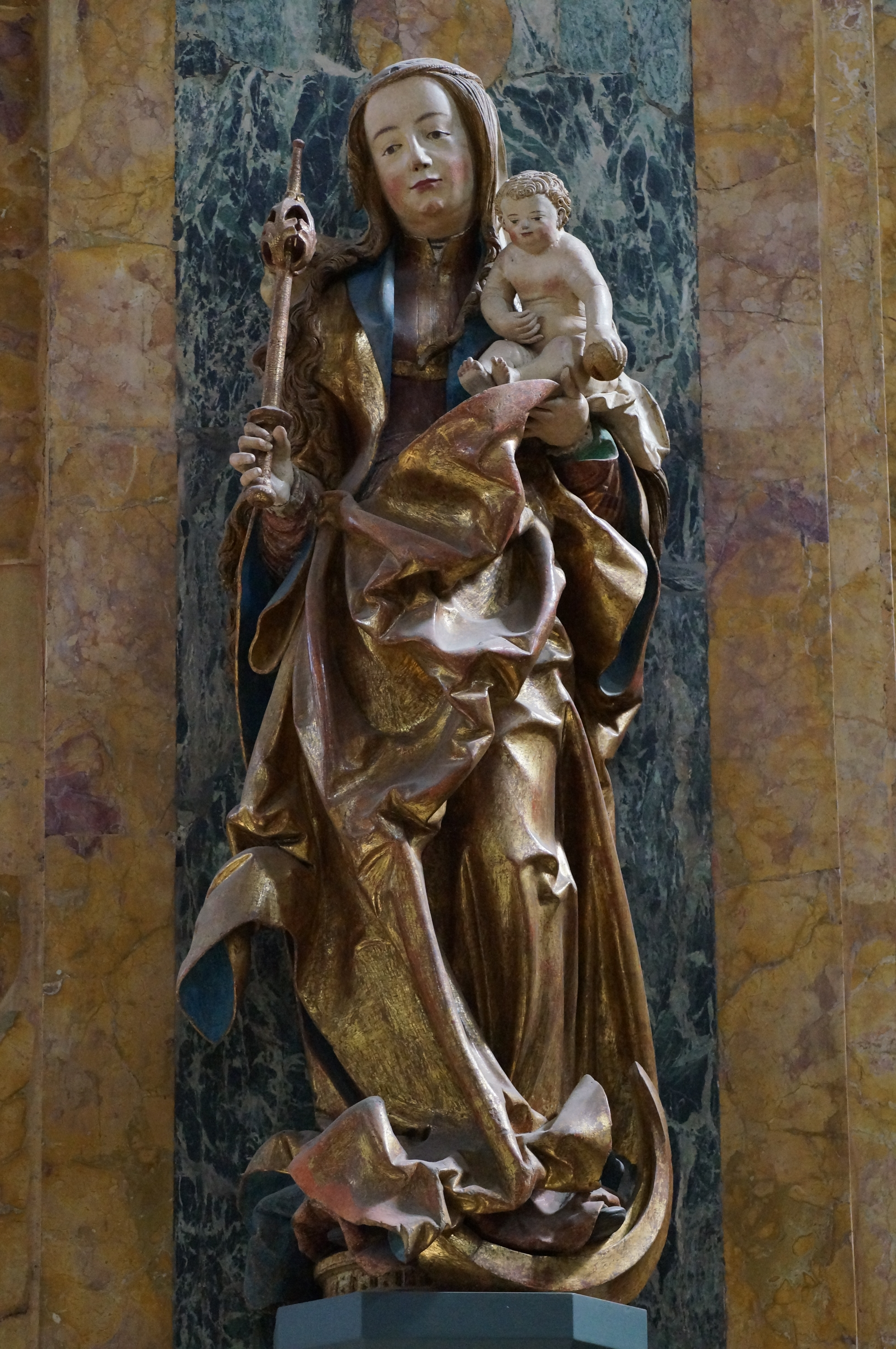
Virgen de la media luna (Brixen).